# Trans-World-Airlines-Flug 694
Trans-World-Airlines-Flug 694 (Flugnummer: TW694, Funkrufzeichen TWA 694) war ein Inlandslinienflug der Trans World Airlines von Cincinnati nach Cleveland. Am 12. Januar 1955 verunglückte auf diesem Flug die Martin 2-0-2 N93911 der Trans World Airlines, als die Maschine kurz nach dem Start in der Luft mit einer Douglas DC-3/C-47-DL kollidierte. Bei dem Unfall kamen alle 15 Personen an Bord der beiden Flugzeuge ums Leben.

## Beteiligte Maschinen

### Martin 2-0-2 der Trans World Airlines
Bei der Maschine handelte es sich um eine 1950 gebaute Martin 2-0-2 mit der Werknummer 14081, die im September 1950 neu an die Trans World Airlines ausgeliefert und mit dem Luftfahrzeugkennzeichen N93211 sowie dem Taufnamen Skyliner Lancaster in Betrieb genommen wurde. Das zweimotorige Kurzstreckenflugzeug war mit zwei Propellertriebwerken des Typs Pratt & Whitney R-2800-CB16 Double Wasp ausgestattet. Bis zum Zeitpunkt des Unfalls hatte die Maschine eine Gesamtbetriebsleistung von 7.958 Betriebsstunden absolviert.
Den Flug von Cincinnati nach Cleveland hatten zehn Passagiere angetreten. Es befand sich eine dreiköpfige Besatzung an Bord der Maschine, bestehend aus einem Flugkapitän, einem Ersten Offizier und einer Flugbegleiterin.

### Douglas DC-3/C-47 der Castleton Inc.

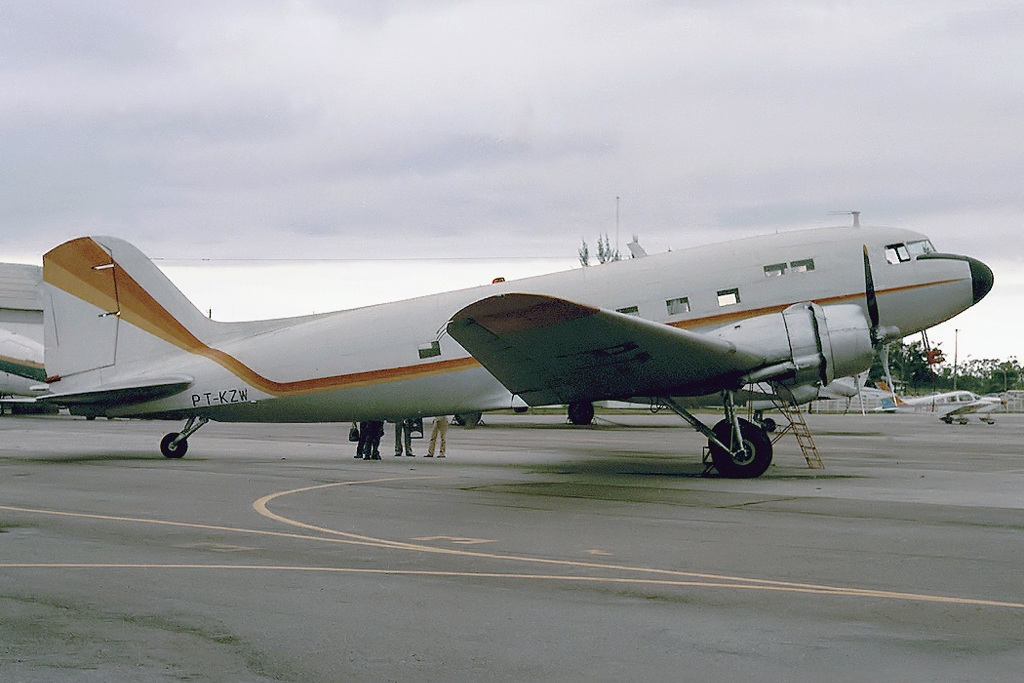
Eine Maschine des Typs Douglas DC-3

Die zweite beteiligte Maschine war eine auf das Unternehmen Castleton Inc. registrierte Douglas DC-3/C-47-DL. Die Maschine mit der Werknummer 4255 wurde während des Zweiten Weltkrieges im Werk der Douglas Aircraft Company in Long Beach, Kalifornien gebaut und am 9. April 1942 mit dem militärischen Luftfahrzeugkennzeichen 41-7768 an die United States Army Air Forces (USAAF) ausgeliefert. Nach Kriegsende, im Oktober 1945, wurde die Maschine als Überbestand kategorisiert, ausgeflottet und an einen namentlich nicht bekannten Eigentümer verkauft, der die Maschine mit dem US-amerikanischen Luftfahrzeugkennzeichen NC54080 zuließ. Am 21. November 1950 übernahm die Castleton Inc. aus Sturgis, Michigan die Maschine und ließ sie mit dem neuen Kennzeichen N999B wieder zu. Das zweimotorige Mittelstreckenflugzeug wurde von zwei Doppelsternmotoren Pratt & Whitney R-1830-65-92 Twin Wasp mit je 1200 PS Leistung angetrieben. Bis zum Zeitpunkt des Unfalls hatte die Maschine eine Gesamtbetriebsleistung von 5.677 Betriebsstunden absolviert.
An Bord der Douglas befand sich lediglich eine zweiköpfige Besatzung, bestehend aus einem Flugkapitän und einem Ersten Offizier.

## Unfallhergang
Um 7:33 Uhr Ortszeit startete die DC-3 der Castleton Inc. vom W. K. Kellogg Regional Airport in Battle Creek, Michigan zu einem Sichtflug zum Blue Grass Airport in Lexington, Kentucky, von wo aus die Maschine weiter nach Miami fliegen sollte. Vor dem Abflug wurde kein Flugplan eingereicht und während des Fluges wurde kein Funkkontakt mit Kontrollzentren aufgenommen. Um 09:02 Uhr startete die Martin 2-0-2 der Trans World Airlines von der Startbahn 22 des Flughafens Cincinnati. Nur zwei Minuten später, während die Piloten der Martin eine Rechtskurve flogen, kollidierte ihre Maschine nahe oder in der Wolkendecke in einer Höhe von 700 bis 900 Fuß mit der DC-3. Die linke Tragfläche der DC-3 prallte auf den rechten Propeller der Martin. Anschließend prallten die linke Tragfläche der Martin und die rechte Tragfläche der DC-3 aufeinander, wobei die Tragfläche der DC-3 abriss und die Tragfläche der Martin derart beschädigt wurde, dass sie sich kurz darauf ebenfalls von der Maschine löste. Der linke Propeller der Martin schlitzte sich durch die Rumpfoberseite der DC-3 sowie deren Seitenleitwerk und Seitenruder. Teile des Seitenleitwerks und des Seitenruders rissen daraufhin im Flug von der DC-3 ab. Beide Maschinen gerieten daraufhin außer Kontrolle, stürzten bei einem Vorort von Cincinnati in ein Waldstück und ein schneebedecktes Feld und gerieten in Brand. Alle 15 Insassen an Bord der beiden Flugzeuge kamen ums Leben.

## Ursache
Nach dem Unfall übernahm das Civil Aeronautics Board die Ermittlungen zur Unfallursache. Nach Ansicht der Ermittler sei der Unfall durch den Betrieb der DC-3 im Bereich des Flughafens ohne eine entsprechende Freigabe verursacht worden. Die DC-3 stellte damit ein unbekanntes Luftfahrzeug dar, das sich im Kontrollbereich des Flughafens und in der Wolkendecke oder nahe dieser befunden hatte. Der Flugsicherung war die Position der Maschine nicht bekannt.